# Associated Motor Cycles
Associated Motor Cycles (AMC) war ein britischer Motorradhersteller, der von 1938 bis 1966 existierte. Das Unternehmen wurde von den Collier-Brüdern als Holding für die Motorradmarken Matchless und A.J.S. gegründet. Später kamen noch Francis-Barnett, James und Norton dazu. Mitte der 1960er-Jahre wurde das Unternehmen in Norton-Villiers integriert.

## Geschichte

### 1931–1945
1931 wurde AJS von den Eigentümern von Matchless, den Collier-Brüdern, aufgekauft. 1937 wurde noch Sunbeam von Imperial Chemical Industries übernommen. Der Name Matchless Motor Cycles Company wurde 1937 in Amalgamated Motor Cycles Ltd geändert und 1938 erneut in Associated Motor Cycles (AMC). AMC selbst war eigentlich selbst kein Motorradhersteller, sondern eher eine Muttergesellschaft für verschiedene Motorradhersteller, wie Matchless, AJS, Norton, James, Francis-Barnett, Sunbeam und andere.
1939 wurde eine A.J.S. V4 mit Vierzylinder-V-Motor mit 495 cm³ Hubraum gebaut, die gegen die dominierenden Rennmotorräder von BMW mit ihren aufgeladenen Motoren antreten sollte. In diesem Jahr war die wassergekühlte und aufgeladenen V4 mit Trockensumpfschmierung das erste Motorrad, das auf dem Ulster-Grand-Prix-Kurs Durchschnittsgeschwindigkeiten von über 160 km/h erreichte. Das Motorrad wog 184 kg. Seine Höchstgeschwindigkeit wurde mit 217 km/h ermittelt. Dann kam der Zweite Weltkrieg. Im Krieg baute Matchless 80.000 ‘’G3’’- und ‘’G3/L’’-Modelle für die britischen Streitkräfte. 1943 verkaufte AMC den Namen Sunbeam an BSA.

### 1945–1966
Zu den wichtigsten Nachkriegsmotorrädern von AMC gehören die aus der Matchless G3 entwickelten Einzylindermodelle von Matchless und AJS mit 350 oder 500 cm³ Hubraum. 1946 kam Freddie Clark als Chefentwickler von Triumph zu AMC. 1947 kaufte das Unternehmen Francis-Barnett auf und 1951 James. 1949 entstanden die ersten Zweizylindermodelle von Matchless / A.J.S. mit 500 cm³ Hubraum. 1956 gab es 600-cm³-Modelle nach demselben Muster und 1959 solche mit 650 cm³. Für den Renneinsatz brachte AMC die A.J.S. Porcupine (500 cm³, liegender Zweizylinder), die A.J.S. 7R (350 cm³ Einzylinder mit obenliegender Nockenwelle), die Matchless G50 (500-cm³-Variante der A.J.S. 7R) und 1951 die Matchless G45 (500 cm³ Zweizylinder) heraus. Die A.J.S. Porcupine war für Kompressoraufladung konstruiert worden, aber das neue Reglement verbot aufgeladene Motoren. Trotzdem gewann Les Graham die Motorradweltmeisterschaft 1949 mit der Saugversion der 500er-A.J.S.-Porcupine.
1951 entwickelte der A.J.S.-Ingenieur Ike Hatch eine Version der 7R mit 75,5 mm Bohrung × 78 mm Hub und einem Dreiventilzylinderkopf, die 36 bhp (26,5 kW) leistete. Die Maschine hieß A.J.S. 7R3 und war Hatches Antwort auf die italienischen Mehrzylinderrenner. Im ersten Jahr waren diese Maschinen sehr erfolgreich, im zweiten nicht mehr so. 1954 entwickelte Jack Williams, der Leiter des Werksrennteams, die Maschine weiter, indem er den Motor weiter unten im Rahmen einbauen und etwas tunen ließ, sodass er 40 bhp (29 kW) bei 7800/min. abgab. Sofort gewann die neue Maschine die beiden ersten Rennen der Weltmeisterschaft und die Isle of Man TT. Von diesen Spezialmaschinen hat eine bis heute überlebt und eine zweite wurde aus Ersatzteilen wiederaufgebaut. 1953 gab es eine Reihe von Matchless- und A.J.S.-Clubman-Einzylindermodellen mit 350 und 500 cm³ Hubraum und die Matchless G45 wurde als Production-Racer produziert.
1952 wurde das AMC-Imperium durch Übernahme von Norton vergrößert. 1958 gab es A.J.S.-/Matchless-Einzylindermodell mit 250 cm³. Seit 1948 wurden von Einzylindermodellen Wettbewerbsmodelle gebaut, die AMC so manchen bemerkenswerten Sieg sicherten.
Ende 1954, nach dem Tod von Ike Hatch, zog sich AMC aus der Welt der Werks- und Prototypenrennen zurück, auch wegen der zunehmenden Konkurrenz anderer europäischer Motorradmarken. Stattdessen baute man Production-Racer-Versionen der Norton Manx und der “normalen” A.J.S. 7R für Privatfahrer.
1958 kamen zu den A.J.S.-/Matchless-Straßerennmaschinen die 250er dazu und 1960 die 350er für die “Lightweight”-Klasse.

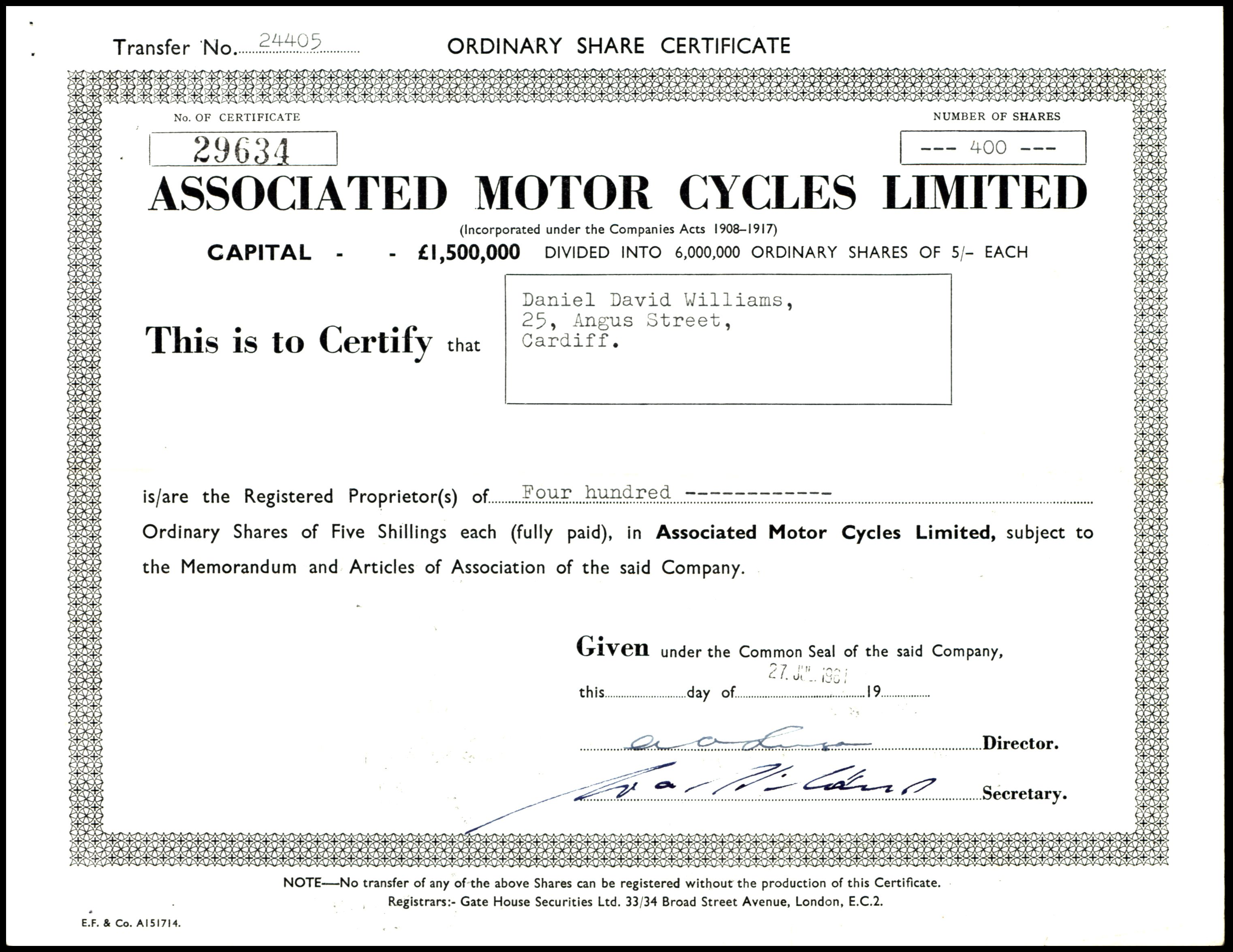
Aktie der Associated Motor Cycles Ltd. vom 27. Juli 1961

1960 kündigte der Chefdesigner Bert Hopwood und ging zu Triumph. Im selben Jahr erreichte AMC nur einen Unternehmensgewinn von £ 200.000, was im Vergleich zu den £ 3,5 Millionen von BSA äußerst gering war. 1961 erwirtschaftete man sogar einen Verlust von £ 350.000. Mit der Schließung des Norton-Werks in Birmingham 1962 und der Zusammenlegung der Fertigung der Norton- und Matchless-Produktion sah die Zukunft eher trübe aus. In den 1960er-Jahren entschied sich AMC wegen weiterer Absatzeinbrüche, sich auf die Fertigung der Norton-Zweizylinder und der Matchless-/A.J.S.-Einzylinder zu konzentrieren. Die Strategie war aber nicht erfolgreich und so musste die Fertigung bald ganz eingestellt werden.
Einige Modelle wurden aus Teilen der unterschiedlichen Marken auf Bestellung US-amerikanischer Händler zusammengewürfelt. Die Amerikaner wollten an Wüstenrennen teilnehmen und so schickte Berliner AMC ein Custom-Motorrad mit 750-cm³-Motor von Norton und dem Rahmen der Matchless G80CS und bat sie, ihnen einige Exemplare zu bauen. Dies war die letzte Matchless, Modell G15 mit 748-cm³-Motor; sie wurde auch als A.J.S. Model 33 und als Norton P11 verkauft. Die Matchless G15 wurde bis 1969 gebaut. Im Vereinigten Königreich gab es ab 1964 eine Mark-2-Version.
Die Marken Matchless und A.J.S. waren für ihr gutmütiges Fahrverhalten, ihren Komfort, ihre Zuverlässigkeit und ihre Wirtschaftlichkeit bekannt. Leider war dies nicht ausreichend für einen dauerhaften Markterfolg. Da sich die niedrigen Verkaufszahlen fortsetzten, wurde AMC 1966 in ein neues Unternehmen, Norton-Villiers, integriert.

## Das Ende
Ende der 1960er-Jahre führte die zunehmende Konkurrenz aus Japan zu einem immer schnelleren Niedergang der britischen Motorradindustrie. 1966 war AMC zusammengebrochen und von Norton-Villiers, einer Gesellschaft von Maganese Bronze, übernommen worden. Die schob die Probleme nur kurze Zeit auf und 1974 musste auch Norton-Villiers aufgelöst werden. Mit finanzieller Hilfe des Vereinigten Königreiches wurde Norton unter dem Namen Norton Villiers Triumph (NVT) wieder etabliert, wobei das neue Unternehmen große Teile von BSA mit umfasste, allerdings verzichtete man auf den Namen BSA mit Rücksicht auf Triumph. Auch wegen Streitigkeiten mit der Gewerkschaft geriet NVT 1974 ebenfalls in Insolvenz.